# Platyzosteria scabra
Platyzosteria scabra är en kackerlacksart som beskrevs av Brunner von Wattenwyl 1865. Platyzosteria scabra ingår i släktet Platyzosteria och familjen storkackerlackor. Inga underarter finns listade i Catalogue of Life.